# Sexualidade humana
A sexualidade humana representa o conjunto de comportamentos que concernem à satisfação da necessidade e do desejo sexual. Igualmente a outros primatas, os seres humanos utilizam a excitação sexual para fins reprodutivos e para a manutenção de vínculos sociais, mas agregam o gozo e o prazer próprio e do outro. O sexo também desenvolve facetas profundas da afetividade e da consciência da personalidade. Em relação a isto, muitas culturas dão um sentido religioso ou espiritual ao ato sexual, assim como veem nele um método para melhorar (ou perder) a saúde.

## Conceito
A OMS define que a "sexualidade faz parte da personalidade de cada um, sendo uma necessidade básica e um aspecto do ser humano que não pode ser separado de outros aspectos da vida. A sexualidade influencia pensamentos, sentimentos, ações e interações e, portanto a saúde física e mental".
Atualmente, ocorre por parte de alguns estudiosos, a tentativa de afastamento do conceito de sexualidade da noção de reprodução animal associada ao sexo. Enquanto que esta noção se prende com o nível físico do homem enquanto animal, a sexualidade tende a se referir ao plano psicológico do indivíduo. Além dos fatores biológicos (anatômicos, fisiológicos, etc.), a sexualidade de um indivíduo pode ser fortemente afetada pelo ambiente sócio-cultural e religioso em que este se insere. Um exemplo disto é que em algumas sociedades, na sua maioria orientais, promove-se a poligamia ou bigamia, ou seja, a possibilidade ou dever de ter múltiplos parceiros.
Em algumas partes do mundo a sexualidade explícita ainda é considerada como uma ameaça aos valores político-sociais ou religiosos.

## Tópicos sobre sexualidade

### Desenvolvimento sexual
- Sexualidade infantil
- Puberdade
- Adolescência

### Educação sexual
- Contracepção (Preservativo, Dispositivo intra-uterino, Pílula contraceptiva, Contraceptivo masculino)
- Controle de natalidade

### Orientações românticas
- Arromanticidade
- Heterorromanticidade
- Homorromanticidade
- Birromanticidade
- Panromanticidade
- Polirromanticidade

### Orientações sexuais
- Heterossexualidade
- Homossexualidade
- Bissexualidade
- Lesbianidade
- Pansexualidade
- Polissexualidade
- Ginessexualidade
- Androssexualidade
- Omnissexualidade

### Identidade sexual
- Alossexualidade
- Assexualidade
- Metrossexualidade
- Sapiossexualidade
- Demissexualidade
- Tecnossexualidade
- Lumbersexualidade
- Pomossexualidade

### Órgãos genitais
- Sexo feminino
- Sexo masculino
- Sexo ambíguo
- Sexo nulo

#### Masculinos
- Pénis (prepúcio glande), testículos, próstata

#### Femininos
- Vagina, (clitóris), útero, trompas de Falópio, ovários

### Fisiologia reprodutiva
- Masculina: Ereção, Ejaculação
- Feminina: Menstruação, Gravidez, Parto, Aleitamento

### Infecções sexualmente transmissíveis (IST)
- AIDS, SIDA
- Herpes
- Gonorreia
- HPV
- Sífilis
- Linfogranuloma venéreo
- Leucemia de células T do adulto

### Comportamento sexual
- Sexo não penetrativo
- Coito
- Masturbação
- Sexo vaginal
- Sexo anal
- Sexo oral
- Sexo em grupo
- Sexo virtual
- Voyeurismo

### Aspectos sócio-culturais
- Interrupção voluntária da gravidez
- Casamento
- Monogamia
- Não-monogamia
- Heterossocialidade
- Poliamor
- Amor livre
- Prostituição
- Virgindade
- Gravidez precoce
- Sexo pré-marital
- Castidade
- Incesto
- Pornografia
- Sexualidade e deficiência
- Sexo e sexualidade na ficção especulativa

### História do estudo da sexualidade
Desde o aparecimento do ser humano no mundo, a sexualidade já era um fenômeno existente, mas a história do estudo da sexualidade só vem sendo pensada nos últimos séculos. Um exemplo desta é o estudo da Sexualidade na Roma Antiga, e o estudo sobre a sexualidade no mundo ocidental na trilogia "História da Sexualidade" escrita por Michel Foucault. O primeiro, A vontade de saber, foi publicado pela primeira vez em 1976, seguido do O uso dos prazeres e O cuidado de si, ambos publicados em 1984.

### Crimes sexuais
Considera-se agressão sexual atos ou tentativas de atos sexuais sem consentimento, como o estupro. São crimes relacionados à sexualidade que violam leis e costumes de um determinado país, ou mesmo internacionais. Dentre estes estão definidos o Assédio sexual, a Pornografia infantil, o Abuso sexual de menores, pedofilia, Violação de mulheres (estupro).

### Movimentos sociais
- Movimento LGBT
- Queer
- Revolução Sexual